# Auenstein

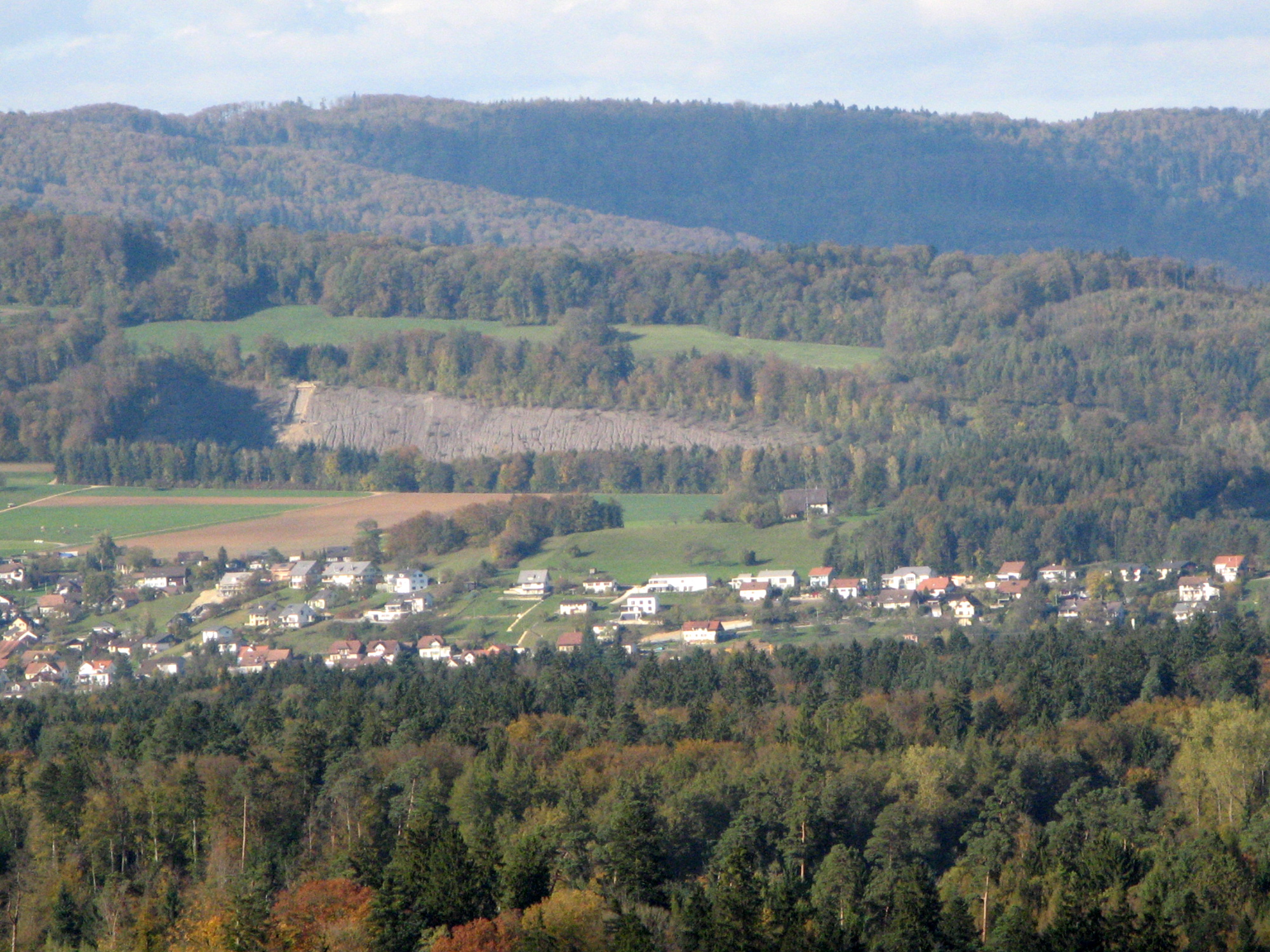
Vy över Auenstein.

Auenstein (schweizertyska: Gauestei) är en ort och kommun i distriktet Brugg i kantonen Aargau, Schweiz. Kommunen har 1 728 invånare (2023).
Auenstein ligger vid floden Aare.
Terrängen i Auenstein är platt åt sydost, men åt nordväst är den kuperad.